# No Heroes
No Heroes (с англ. — «Нет героев») — шестой студийный альбом американской металкор-группы Converge, выпущенный 23 октября 2006 года лейблом Epitaph Records. Продюсером альбома выступил гитарист Курт Баллу, а оформление — вокалист Джейкоб Бэннон.
No Heroes достиг 151-й строчки в Billboard 200, а также возглавил чарт Top Heatseekers и достиг 13-й строчки в чарте Independent Albums.

## Об альбоме
В начале июля 2006 года на официальном сайте Converge было объявлено название альбома, а также его смысл: 

В наши дни трусов больше, чем героев, а нищенствующие души превосходят мозолистые руки самых трудолюбивых работников. Как в жизни, так и в искусстве отсутствие страсти вызывает отвращение, а жажда самоуспокоенности отравляет жизнь. Этот альбом — художественная антитеза этому тонущему миру, заноза в боку их зверя. Он для тех, кто день за днём сворачивает горы. Это для тех, кто по-настоящему понимает, что такое самопожертвование. В нашем мире врагов мы будем одиноки…
В интервью с Алексом Госманом из Crossfire группа рассказала о теме альбома или, следовательно, об отсутствии таковой. Когда их спросили о названии альбома, группа заявила: «Совершенно бессмысленно боготворить других людей/членов группы, но это не общая тема альбома, а только песня „No Heroes“. Мы подумали, что это название хорошо подойдёт и для альбома, но это не концептуальный альбом или что-то в этом роде; это всё ещё очень личная запись, написанная о нашем опыте за последние пару лет».

## Выпуск и продвижение
Альбом No Heroes был выпущен 23 октября 2006 года в Европе и 24 октября 2006 года лейблом Epitaph Records, в тот же день было выпущено музыкальное видео на заглавную песню, снятое режиссёром Райаном Занкли. Первые гастроли Converge в качестве хэдлайнеров в поддержку альбома начался в ноябре 2006 года с такими группами, как Some Girls, Modern Life Is War, Blacklisted, Kylesa и Gospel.

## Отзывы критиков
| Оценки критиков                  | Оценки критиков |
| Источник                         | Оценка          |
| -------------------------------- | --------------- |
| AllMusic                         | [ 11 ]          |
| Collector's Guide to Heavy Metal | 9/10            |
| Drowned in Sound                 | 8/10            |
| Exclaim!                         | благоприятно    |
| Pitchfork Media                  | 8.1/10          |
| PopMatters                       | 8/10            |
| Stylus Magazine                  | B+              |
| Sputnikmusic                     | [ 18 ]          |

Брэндон Стосуи из Pitchfork Media поставил No Heroes оценку 8,1 из 10, сказав, что «Концептуально альбом No Heroes, напоминающий о том, как альбом OV группы Orthrelm ошарашивал своими жёсткими рамками, является одним из самых музыкально сплочённых способов заставить сердца биться быстрее». Сэм Рудман из журнала Stylus Magazine поставил альбому оценку «В+», заявив следующее: «Поскольку Converge сыграли важную роль в расширении лексики современного хардкора, охватывая музыкальные жанры, ранее находившиеся под влиянием метала или грайнда, это возвращение к корням делает этот альбом чем—то вроде возвращения домой».
Примечательно, что No Heroes получил 4,5 балла из 5,16 от штатного рецензента Sputnikmusic Джареда У. Диллона, который сказал, что группа «полностью преуспела в создании большого количества чрезвычайно тяжёлой музыки». Однако Ник Батлер, ещё один рецензент Sputnikmusic, поставил альбому оценку 1,5 балла из 5,17, сказав: «Если No Heroes и не худший альбом, который я слышал в 2006 году, то уж точно наименее приятный». Несмотря на то, что это был один из немногих случаев, когда два рецензента сайта существенно разошлись во мнениях друг с другом, No Heroes позже был назван сотрудниками Sputnikmusic лучшим альбомом 2006 года.

## Список композиций
Все тексты написаны Джейкобом Бэнноном, вся музыка написана группой Converge.
| №                   | Название                | Длительность |
| ------------------- | ----------------------- | ------------ |
| 1.                  | «Heartache»             | 1:43         |
| 2.                  | «Hellbound»             | 1:07         |
| 3.                  | «Sacrifice»             | 1:37         |
| 4.                  | «Vengeance»             | 0:58         |
| 5.                  | «Weight of the World»   | 1:25         |
| 6.                  | «No Heroes»             | 3:43         |
| 7.                  | «Plagues»               | 4:43         |
| 8.                  | «Grim Heart/Black Rose» | 9:34         |
| 9.                  | «Orphaned»              | 1:39         |
| 10.                 | «Lonewolves»            | 2:18         |
| 11.                 | «Versus»                | 2:09         |
| 12.                 | «Trophy Scars»          | 4:59         |
| 13.                 | «Bare My Teeth»         | 2:02         |
| 14.                 | «To the Lions»          | 3:40         |
| Общая длительность: | Общая длительность:     | 41:37        |

## Участники записи[21]
| Converge - Джейкоб Бэннон — вокал, перкуссия (на «Trophy Scars») - Курт Баллу — гитара, вокал, орган (на «Plagues»), перкуссия (на «Trophy Scars») - Нейт Ньютон — бас-гитара, вокал - Бен Коллер — ударные Приглашённые музыканты - Кевин Бейкер (The Hope Conspiracy) — бэк-вокал (на «No Heroes», «Hellbound», «Trophy Scars») - Джон-Роберт Коннерс (Cave In) — ударные (на «Trophy Scars») - Алекс Гарсия-Ривера (Give Up the Ghost) — ударные (на «Trophy Scars») - Джона Дженкинс (Only Living Witness, Raw Radar War) — ведущий вокал (на «Grim Heart/Black Rose») - Адам Макграт (Cave In) — соло-гитара (на «To the Lions») | Производственный персонал - Курт Баллу — продюсирование, сведение - Алекс Гарсия-Ривера (Give Up the Ghost) — барабанный техник - Ник Зампиелло — мастеринг Художественное оформление - Джейкоб Бэннон — художественное оформление, дизайн |

## Чарты
| Чарт (2006 г.)                      | Позиция в чартах |
| ----------------------------------- | ---------------- |
| ( Япония) Japanese Album Chart      | 155              |
| ( Великобритания) UK Album Chart    | 186              |
| ( США) Billboard 200                | 151              |
| ( США) Billboard Heatseekers Albums | 1                |
| ( США) Billboard Independent Albums | 13               |